# Vacunación contra la COVID-19 en Colombia
La vacunación contra la COVID-19 en Colombia es la estrategia nacional de vacunación que está en curso desde el 17 de febrero de 2021 para inmunizar la población contra la COVID-19 en el país, en el marco de un esfuerzo mundial para combatir la pandemia de COVID-19. Desde el primer registro del virus en el país en marzo de 2020 y después de once meses se desarrolló un programa de vacunación, con la cual inició con la primera etapa para los miembros del personal médico del país y personas del mayor riesgo. Esta campaña de vacunación inició con la llegada de 50.000 dosis de la farmacéutica Pfizer el 15 de febrero de 2021. El plan nacional, dividido en cinco etapas, tenía como objetivo inmunizar al 70 % de la población (unos 35,7 millones de personas), inicialmente centrando la atención en el personal de salud y adultos mayores. Las fases siguientes incluyeron grupos de 60–79 años, personas con comorbilidades, docentes y población más joven hasta los 16 años.
Hasta finales de octubre de 2023, Colombia había administrado más de 90,5 millones de dosis, con una tasa de vacunación que superó los 174 dosis por cada 100 habitantes.

## Antecedentes

### Acuerdos de compra
El 28 de julio de 2020, el ministro de Salud, Fernando Ruiz, manifestó en entrevista con W Radio que Colombia había firmado acuerdos de confidencialidad con dos empresas farmacéuticas, Pfizer y AstraZeneca, para la adquisición de una vacuna para COVID-19, y que el país buscaría acuerdos con al menos otras tres empresas.

### Ensayos clínicos
El 24 de agosto de 2020, el ministro Ruiz confirmó la participación de voluntarios colombianos en los ensayos de Fase III de la vacuna Ad26.COV2.S, desarrollada por Janssen Pharmaceutica. Se programó la realización de los ensayos clínicos en unas semanas, una vez que estuviera disponible el informe sobre las etapas previas de la vacuna. Ruiz agregó que ya se firmó un acuerdo de confidencialidad. El 7 de octubre se iniciaron los ensayos clínicos de fase III de la vacuna desarrollada por Janssen Pharmaceutica, con la aplicación de la primera dosis a un voluntario en Floridablanca. Los ensayos de esta vacuna se estaban realizando en 10 centros médicos de todo el país. El 12 de octubre de 2020, Johnson & Johnson anunció que detendría brevemente los ensayos después de que un voluntario se enfermara con "una enfermedad inexplicable".

## Etapas de vacunación
Después de que al gobierno colombiano se le prometieron 40 millones de dosis de Pfizer y AstraZeneca, el 18 de diciembre de 2020, el gobierno anunció un calendario para el programa de vacunación. La vacunación masiva estaba programada para comenzar en febrero de 2021 y se dividiría en cinco etapas, con el objetivo de lograr la inmunidad colectiva. En la primera fase, el objetivo será reducir la mortalidad y las tasas de incidencia de casos graves por COVID-19, así como proteger a los trabajadores de la salud. La segunda fase tendrá como objetivo reducir las tasas de infección. El gobierno espera vacunar aproximadamente al 70% de la población colombiana (35,7 millones de personas aproximadamente). Las personas que ya han padecido la enfermedad no serán vacunadas, ni los niños menores de 16 años ya que aún no se han probado las vacunas en ese grupo de edad.
El 29 de enero de 2021, el presidente Iván Duque firmó el decreto del Plan Nacional de Vacunación que había sido anunciado en diciembre como directriz del país para la vacunación masiva, y anunció que las vacunaciones en Colombia comenzarían el 20 de febrero de 2021. En una entrevista publicada el 11 de abril de 2021, el ministro Ruiz dijo que se estaba avanzando con la vacunación de personas de 70 años y que pronto el enfoque cambiaría a personas de 60 años. En ese momento, el objetivo era vacunar a los adultos con comorbilidades a mediados de año y comenzar la Fase 2 en la segunda mitad de 2021. "El gobierno colombiano", según la Embajada de Estados Unidos en Colombia en una página web actualizada el 7 de abril de 2021, "aún no ha establecido si las vacunas COVID-19 estarán disponibles para los residentes extranjeros".
Originalmente, la Etapa 3 debía incluir a las personas de 16 a 59 años con comorbilidades, mientras que aquellos en ese grupo de edad que no tenían comorbilidades debían esperar hasta la Etapa 5. El 3 de mayo de 2021, se anunció que todas las personas de 50 años, con o sin comorbilidades, serían elegibles en la Etapa 3. El 8 de mayo de 2021, el gobierno colombiano emitió el Decreto 466 con los nuevos ajustes al plan de vacunación del país. En la Etapa 2 se priorizó a los trabajadores de las empresas de salud (EPS) y los que laboran en órganos de control y diferentes organizaciones que asisten, acompañan y validan el proceso de manejo de la pandemia, mientras que las personas con comorbilidades adicionales como VIH, cáncer, tuberculosis, la obesidad y otras se incluyeron en la Etapa 3 junto con la población de 50 a 59 años. Además, la Etapa 4 se actualizó para incluir a personas de 40 a 49 años, miembros del cuerpo de socorro, presos y personas en contacto permanente con ellos, así como a los habitantes de la calle, mientras que la Etapa 5 ahora solo incluirá a la población de 16 a 39 años sin comorbilidades. El 10 de junio de 2021 el ministerio de salud y protección social anunció a través del Decreto 680 de 2021 que se incluirían para el plan nacional de vacunación a los niños mayores de 12 años (con comorbilidades en etapa 3 y sin comorbilidades en la etapa 5) y mujeres en estado de embarazo. El 17 de septiembre de 2021 el ministro de salud Fernando Ruiz anunció nuevos lineamientos en el plan nacional de vacunación entre los cuales se destaca la aplicación de una dosis de refuerzo (tercera dosis para esquemas completos con vacunas de dos dosis y segundas dosis para esquemas completos con monodosis) a partir del 1 de octubre de 2021 para la población mayor de 70 años después de cumplir 6 meses de completar su esquema de vacunación inicial, y personas con trasplante de órganos e inmunosuprimidas 30 días después de completar su esquema de vacunación inicial.
El 29 de octubre de 2021 el presidente Iván Duque y el ministro de salud Fernando Ruiz anunciaron la autorización para el inicio de la vacunación contra la COVID-19 en la población de niños de 3 a 11 años de edad con la vacuna CoronaVac de la farmacéutica Sinovac a partir del domingo 31 de octubre de 2021 mediante la resolución 1738 de 2021 donde se espera inmunizar aproximadamente 7,1 millones de niños que pertenecen a este rango de edad antes de finalizar el 2021. El 5 de noviembre de 2021 el presidente Iván Duque y el ministro de salud Fernando Ruiz anunciaron el inicio de la aplicación de dosis de refuerzo de la vacuna contra la COVID-19, para población entre 60 y 69 años seis meses después de haber completado su esquema inicial, a partir del sábado 6 de noviembre de 2021.
A partir del 19 de noviembre de 2021 el ministerio de salud y protección social autorizó la aplicación de la dosis de refuerzo para toda la población mayor de 50 años en el país cuatro meses después de haber completado su esquema de vacunación con dos dosis o monodosis y a partir del 24 de noviembre de 2021 se autorizó el inicio de la aplicación de la dosis de refuerzo para toda la población de 18 a 49 años del país seis meses después de haber completado su esquema de vacunación, manteniendo la aplicación de dosis de refuerzo en personas de 50 años en adelante cuatro meses después de haber completado su esquema.
El año 2021 finalizó con un porcentaje del 75% de la población con al menos una dosis de la vacuna y con un 55% de la población con esquema completo de vacunación con corte al 31 de diciembre respecto a la población total del país que corresponde a 51.049.498 de personas según proyección del DANE en 2021. Estos porcentajes de cobertura de vacunación se van actualizando de acuerdo a la proyección poblacional anual de Colombia que publica el DANE (para 2022 la población total proyectada en Colombia es de 51.609.474 de habitantes).
El 18 de marzo de 2022 el ministerio de salud y protección social anunció que se autorizaba el inicio de la aplicación de una segunda dosis de refuerzo (cuarta dosis en caso de esquemas completos de dos dosis junto con el primer refuerzo o tercera dosis en el caso de esquemas completos con monodosis y el primer refuerzo) aunque inicialmente solo a personas con enfermedades autoinmunes, inmunosupresión o trasplantes de órganos bajo autorización médica y 30 días después de la aplicación del primer refuerzo.
El 25 de marzo de 2022 el ministerio de salud y protección social autorizó el inicio de la aplicación de la dosis de refuerzo (tercera dosis para esquemas completos de dos dosis o segunda dosis para esquemas completos con monodosis) en la población de 12 a 17 años con la vacuna de Pfizer-BioNTech cuatro meses después completar el esquema principal, iniciando formalmente su aplicación a partir del 28 de marzo de 2022.
El 6 de mayo de 2022 el ministerio de salud y protección social autorizó la aplicación del segundo refuerzo o cuarta dosis de la vacuna contra el covid-19 para toda la población mayor de 50 años en el país una vez que hayan pasado mínimo 4 meses de la aplicación del primer refuerzo.
| Fases             | Fase 1 (2021)                                                                         | Fase 1 (2021)                                          | Fase 1 (2021)                                                                                                 | Fase 2 (2021) | Fase 2 (2021)                                           |
| Etapa             | Etapa 1                                                                               | Etapa 2                                                | Etapa 3 | Etapa 4 | Etapa 5                                                 |
| ----------------- | ------------------------------------------------------------------------------------- | ------------------------------------------------------ | --- | --- | ------------------------------------------------------- |
| Grupo poblacional | Personal de salud de primera línea contra COVID-19 y personas de 80 años en adelante. | Personal de salud restante y personas de 60 a 79 años. | Personas de 50 a 59 años y de 12 a 49 años con comorbilidades. Fuerza pública. Personal del sector educativo. | Personas de 40 a 49 años. Personas privadas de la libertad, bomberos, socorristas, habitantes de calle, controladores aéreos y pilotos de vuelos internacionales. | Población restante (De 3 a 39 años) sin comorbilidades. |
| N° de Personas    | 1 453 432                                                                             | 6 620 274                                              | 9 325 861 | 8 436 318 | 23 452 998                                              |
| Duración          | Desde el 17 de febrero de 2021                                                        | Desde el 8 de marzo de 2021                            | Desde el 22 de mayo de 2021                                                                                   | Desde el 17 de junio de 2021 | Desde el 14 de julio de 2021                            |
| Estado            | En curso.                                                                             | En curso.                                              | En curso. | En curso. | En curso.                                               |

## Situación con las vacunas

### Vistazo General[48]
| N° Total de Poblacíón | N° Poblacional a Vacunar | N° de Dosis previstas |
| --------------------- | ------------------------ | --------------------- |
| 51 609 474            | 49,3 millones (95,5 %)   | +76 millones          |

### Lotes de vacunas
| Mes        | Nro. de dosis que serían entregadas | Nro. de dosis recibidas | Refs.                       |
| ---------- | ----------------------------------- | ----------------------- | --------------------------- |
| Febrero    | 337 000                             | 292 620                 | [ 52 ] [ 53 ] [ 54 ] [ 55 ] |
| Marzo      | 3 333 764                           | 3 170 524               | [ 52 ] [ 53 ] [ 54 ] [ 55 ] |
| Abril      | 4 663 843                           | 4 613 940               | [ 52 ] [ 53 ] [ 54 ] [ 55 ] |
| Mayo       | 3 939 843                           | 6 162 960               | [ 52 ] [ 53 ] [ 54 ] [ 55 ] |
| Junio      | 7 553 450                           | 11 111 860              | [ 52 ] [ 53 ] [ 54 ] [ 55 ] |
| Julio      | 8 294 941                           | 10 462 850              | [ 52 ] [ 53 ] [ 54 ] [ 55 ] |
| Agosto     | 11 258 941                          | 3 400 330               | [ 52 ] [ 53 ] [ 54 ] [ 55 ] |
| Septiembre | 5 642 941                           | TBA                     | [ 52 ] [ 53 ] [ 54 ] [ 55 ] |
| Octubre    | 6 260 116                           | TBA                     | [ 52 ] [ 53 ] [ 54 ] [ 55 ] |
| Noviembre  | 4 934 352                           | TBA                     | [ 52 ] [ 53 ] [ 54 ] [ 55 ] |
| Diciembre  | 3 166 666                           | TBA                     | [ 52 ] [ 53 ] [ 54 ] [ 55 ] |
| Total 2021 | 61,5 millones                       | Por definir             | [ 50 ]                      |

### Vacunas Ordenadas

#### Vacunas Compradas por el Gobierno
| Vacuna                        | Dosis   | Progreso | Efectividad | Dosis ordenadas | N° Poblacional a Vacunar | Aprobación            | Arribo                |
| ----------------------------- | ------- | -------- | ----------- | --------------- | ------------------------ | --------------------- | --------------------- |
| Tozinamerán (Pfizer-BioNTech) | 2 dosis | Fase III | 95%         | 15 millones     | 7,5 millones             | 5 de enero de 2021    | 15 de febrero de 2021 |
| CoronaVac (Sinovac)           | 2 dosis | Fase III | 65,9 %      | 12 millones     | 6 millones               | 3 de febrero de 2021  | 20 de febrero de 2021 |
| AZD1222 (Oxford-AstraZeneca)  | 2 dosis | Fase III | 76%         | 10 millones     | 5 millones               | 23 de febrero de 2021 | 20 de marzo de 2021   |
| mRNA-1273 (Moderna)           | 2 dosis | Fase III | 94.5%       | 20,8 millones   | 10,4 millones            | 24 de junio de 2021   | 25 de julio de 2021   |
| Ad26.COV2.S (Janssen)         | 1 dosis | Fase III | 70%         | 9 millones      | 9 millones               | 25 de marzo de 2021   | 23 de junio de 2021   |

#### Vacunas Donadas y/o Privadas para el Gobierno
| Lotes de Donaciones por Países        | Vacuna      | Farmacéutica        | Fecha de llegada         | Dosis donadas                           | N° Poblacional a Vacunar |
| ------------------------------------- | ----------- | ------------------- | ------------------------ | --------------------------------------- | ------------------------ |
| Lotes de Donaciones por Países        | Ad26.COV2.S | Janssen             | 1 de julio de 2021       | 2.500.000                               | 2.500.000                |
| Lotes de Donaciones por Países        | Elasomerán  | Moderna             | 25 de julio de 2021      | 3.500.000                               | 1.750.000                |
| Lotes de Donaciones por Países        | AZD1222     | Oxford-AstraZeneca* | 13 de septiembre de 2021 | 957.600                                 | 478.800                  |
| Lotes de Donaciones por Países        | AZD1222     | Oxford-AstraZeneca  | 19 de octubre de 2021    | 100.000                                 | 50.000                   |
| Lotes de Donaciones por Países        | AZD1222     | Oxford-AstraZeneca  | 18 de diciembre de 2021  | 816.000                                 | 408.000                  |
| Lotes de Donaciones por Países        | Tozinamerán | Pfizer-BioNTech     | 30 de enero de 2022      | 772.200                                 | 386.100                  |
| Lotes de Donaciones por Países        | Tozinamerán | Pfizer-BioNTech*    | 4 de febrero de 2022     | 1.166.490                               | 583.245                  |
| Lotes de Donaciones por Países        | Tozinamerán | Pfizer-BioNTech*    | 5 de febrero de 2022     | 644.670                                 | 322.335                  |
| Lotes de Donaciones por Países        | Tozinamerán | Pfizer-BioNTech*    | 6 de febrero de 2022     | 826.020                                 | 413.010                  |
| Lotes de Donaciones por Países        | Tozinamerán | Pfizer-BioNTech*    | 6 de febrero de 2022     | 519.480                                 | 259.740                  |
| Lotes de Donaciones por Países        | Tozinamerán | Pfizer-BioNTech*    | 7 de febrero de 2022     | 335.790                                 | 167.895                  |
| Lotes de Donaciones por Países        | Tozinamerán | Pfizer-BioNTech*    | 9 de febrero de 2022     | 532.350                                 | 266.175                  |
| Lotes de Donaciones por Países        | Tozinamerán | Pfizer-BioNTech     | 14 de marzo de 2022      | 1.170.000                               | 585.000                  |
| Lotes de Donaciones por Países        | Tozinamerán | Pfizer-BioNTech     | 16 de marzo de 2022      | 1.162.980                               | 581.490                  |
| Lotes de Donaciones por Países        | Tozinamerán | Pfizer-BioNTech     | 22 de marzo de 2022      | 1.162.980                               | 581.490                  |
| Lotes de Donaciones por Países        | Ad26.COV2.S | Janssen             | 4 de junio de 2022       | 1.008.000                               | 1.008.000                |
| Lotes de Donaciones por Países        | Ad26.COV2.S | Janssen             | 3 de julio de 2022       | 1.008.000                               | 1.008.000                |
| Lotes de Donaciones por Países        | Total       | Total               | Total                    | 18.182.560                              | 11.349.280               |
| Lotes Comprados por el Sector Privado | Vacuna      | Farmacéutica        | Fecha de llegada         | Dosis Compradas                         | N° Poblacional a Vacunar |
| Lotes Comprados por el Sector Privado | CoronaVac   | Sinovac             | 26 de junio de 2021      | 400.000 (parte de un lote de 1.900.000) | 200.000                  |
| Lotes Comprados por el Sector Privado | CoronaVac   | Sinovac             | 27 de junio de 2021      | 1.100.000                               | 550.000                  |
| Lotes Comprados por el Sector Privado | CoronaVac   | Sinovac             | 18 de julio de 2021      | 600.000                                 | 300.000                  |
| Lotes Comprados por el Sector Privado | Total       | Total               | Total                    | 2.100.000                               | 1.050.000                |

*Donación de España hecha a través del mecanismo COVAX de la OMS/OPS

#### Fondo de Acceso Global para Vacunas COVID-19
| Vacuna       | Farmacéutica                         | Fecha de llegada         | Dosis Compradas                                     | N° Poblacional a Vacunar |
| ------------ | ------------------------------------ | ------------------------ | --------------------------------------------------- | ------------------------ |
| Tozinamerán  | Pfizer-BioNTech (COVAX)              | 1 de marzo de 2021       | 117.000                                             | 58.500                   |
| AZD1222      | Oxford-AstraZeneca (COVAX)           | 20 de marzo de 2021      | 244.800                                             | 122.400                  |
| AZD1222      | Oxford-AstraZeneca (COVAX)           | 25 de abril de 2021      | 912.000                                             | 456.000                  |
| Tozinamerán  | Pfizer-BioNTech (COVAX)              | 17 de mayo de 2021       | 546.390                                             | 273.195                  |
| Tozinamerán  | Pfizer-BioNTech (COVAX)              | 24 de mayo de 2021       | 546.390                                             | 273.195                  |
| AZD1222      | Oxford-AstraZeneca (COVAX)           | 3 de junio de 2021       | 909.600                                             | 454.800                  |
| CoronaVac    | Sinovac (COVAX)                      | 13 de septiembre de 2021 | 2.097.600                                           | 1.048.800                |
| AZD1222      | Oxford-AstraZeneca (COVAX)* Donación | 13 de septiembre de 2021 | 957.600                                             | 478.800                  |
| Tozinamerán  | Pfizer-BioNTech (COVAX)              | 15 de octubre de 2021    | 1.007.370                                           | 503.685                  |
| CoronaVac    | Sinovac (COVAX)                      | 18 de octubre de 2021    | 2.260.800                                           | 1.130.400                |
| CoronaVac    | Sinovac (COVAX)                      | 25 de octubre de 2021    | 2.260.800                                           | 1.130.400                |
| CoronaVac    | Sinovac (COVAX)                      | 24 de diciembre de 2021  | 2.100.000                                           | 1.050.000                |
| CoronaVac    | Sinovac (COVAX)                      | 27 de diciembre de 2021  | 2.100.000                                           | 1.050.000                |
| CoronaVac    | Sinovac (COVAX)                      | 29 de diciembre de 2021  | 2.100.000                                           | 1.050.000                |
| Tozinamerán  | Pfizer-BioNTech (COVAX)              | 30 de diciembre de 2021  | 150.930                                             | 75.465                   |
| Tozinamerán  | Pfizer-BioNTech (COVAX)* Donación    | 4 de febrero de 2022     | 1.166.490                                           | 583.245                  |
| Tozinamerán  | Pfizer-BioNTech (COVAX)* Donación    | 5 de febrero de 2022     | 644.670                                             | 322.335                  |
| Tozinamerán  | Pfizer-BioNTech (COVAX)* Donación    | 6 de febrero de 2022     | 826.020                                             | 413.010                  |
| Tozinamerán  | Pfizer-BioNTech (COVAX)* Donación    | 6 de febrero de 2022     | 519.480                                             | 259.740                  |
| Tozinamerán  | Pfizer-BioNTech (COVAX)* Donación    | 7 de febrero de 2022     | 335.790                                             | 167.895                  |
| Tozinamerán  | Pfizer-BioNTech (COVAX)* Donación    | 9 de febrero de 2022     | 532.350                                             | 266.175                  |
| Elasomerán   | Moderna                              | 12 de mayo de 2022       | 730.300                                             | 365.150                  |
| Organización | Dosis prometidas para Colombia       | Primer Arribo            | Total Dosis Arribadas                               | Total N° Vacunar         |
| COVAX        | 20,3 millones                        | 1 de marzo de 2021       | 18.083.980 (Se excluyen donaciones de otros países) | 9.041.990                |

*Se excluyen las donaciones de otros países (en cursiva) debido a que COVAX solo fue un intermediario del envío y la entrega de las vacunas entre el país donante y Colombia, por lo que estas dosis no forman parte del acuerdo directo entre el mecanismo y el gobierno nacional.
|  |

|  |

|  |

|  |

|  |

|  |

|  |

|  |

|  |

|  |

|  |

|  |

|  |

|  |

|  |

|  |

|  |

|  |

|  |

|  |

|  |

|  |

|  |

|  |

|  |

|  |

|  |

|  |

|  |

|  |

|  |

|  |

|  |

|  |

|  |

|  |

|  |

|  |

|  |

|  |

|  |

|  |

|  |

|  |

|  |

|  |

|  |

|  |

|  |

|  |

|  |

|  |

|  |

|  |

|  |

|  |

|  |

|  |

|  |

|  |

|  |

|  |

|  |

|  |

| \| \| | Aguardando |
|       |            |

|  |

| \| \| | Aguardando |
|       |            |

|  |

| \| \| | Entregadas |
|       |            |

|  |

| \| \| | Entregadas |
|       |            |

|  |

Nota
1. ↑  Colombia es el segundo país del mundo en recibir las vacunas por el mecanismo COVAX y el primero en América.[70][71]

### Dosis recibidas en el país[74]
| Lotes de dosis llegadas a Colombia   | Lotes de dosis llegadas a Colombia   | Lotes de dosis llegadas a Colombia     | Lotes de dosis llegadas a Colombia   | Lotes de dosis llegadas a Colombia | Lotes de dosis llegadas a Colombia |
| #                                    | Vacuna                               | Farmacéutica                           | Cantidad de Dosis                    | Fecha de llegada                   | \| Ref. (Res.[77]) \|              |
| ------------------------------------ | ------------------------------------ | -------------------------------------- | ------------------------------------ | ---------------------------------- | ---------------------------------- |
| 1°                                   | Tozinamerán                          | Pfizer-BioNTech                        | 50 310                               | 15 de febrero de 2021              | (168)                              |
| 2°                                   | CoronaVac                            | Sinovac                                | 192 000                              | 20 de febrero de 2021              | (195)                              |
| 3°                                   | Tozinamerán                          | Pfizer-BioNTech                        | 50 310                               | 24 de febrero de 2021              | (205)                              |
| 4°                                   | Tozinamerán                          | Pfizer-BioNTech (COVAX)                | 117 000                              | 1 de marzo de 2021                 | (267)                              |
| 5°                                   | Tozinamerán                          | Pfizer-BioNTech                        | 99 450                               | 3 de marzo de 2021                 | (294)                              |
| 6°                                   | CoronaVac                            | Sinovac                                | 958 764                              | 6 de marzo de 2021                 | (302 y 342)                        |
| 7°                                   | CoronaVac                            | Sinovac                                | 574 880                              | 7 de marzo de 2021                 | (361)                              |
| 8°                                   | Tozinamerán                          | Pfizer-BioNTech                        | 99 450                               | 10 de marzo de 2021                | (333)                              |
| 9°                                   | Tozinamerán                          | Pfizer-BioNTech                        | 100 620                              | 17 de marzo de 2021                | (361)                              |
| 10°                                  | AZD1222                              | Oxford-AstraZeneca (COVAX)             | 244 800                              | 20 de marzo de 2021                | (400)                              |
| 11°                                  | CoronaVac                            | Sinovac                                | 774 320                              | 20 de marzo de 2021                | (413)                              |
| 12°                                  | Tozinamerán                          | Pfizer-BioNTech                        | 23 400                               | 24 de marzo de 2021                | (398)                              |
| 13°                                  | Tozinamerán                          | Pfizer-BioNTech                        | 77 220                               | 25 de marzo de 2021                | (398)                              |
| 14°                                  | Tozinamerán                          | Pfizer-BioNTech                        | 100 620                              | 31 de marzo de 2021                | (432)                              |
| 15°                                  | Tozinamerán                          | Pfizer-BioNTech                        | 280 800                              | 3 de abril de 2021                 | (437)                              |
| 16°                                  | Tozinamerán                          | Pfizer-BioNTech                        | 270                                  | 9 de abril de 2021                 | (461)                              |
| 17°                                  | CoronaVac                            | Sinovac                                | 500 000                              | 11 de abril de 2021                | (462)                              |
| 18°                                  | Tozinamerán                          | Pfizer-BioNTech                        | 551 070                              | 12 de abril de 2021                | (475)                              |
| 19°                                  | Tozinamerán                          | Pfizer-BioNTech                        | 549 900                              | 21 de abril de 2021                | (517)                              |
| 20°                                  | AZD1222                              | Oxford-AstraZeneca (COVAX)             | 912 000                              | 25 de abril de 2021                | (543)                              |
| 21°                                  | CoronaVac                            | Sinovac                                | 1 000                                | 27 de abril de 2021                | (555)                              |
| 22°                                  | Tozinamerán                          | Pfizer-BioNTech                        | 549 900                              | 29 de abril de 2021                | [ 97 ]                             |
| 23°                                  | CoronaVac                            | Sinovac                                | 1 000                                | 1 de mayo de 2021                  | (572)                              |
| 24°                                  | Tozinamerán                          | Pfizer-BioNTech                        | 391 950                              | 5 de mayo de 2021                  | (584)                              |
| 25°                                  | CoronaVac                            | Sinovac                                | 1 000 040                            | 9 de mayo de 2021                  | (600 y 637)                        |
| 26°                                  | Tozinamerán                          | Pfizer-BioNTech                        | 391 950                              | 12 de mayo de 2021                 | (601)                              |
| 27°                                  | CoronaVac                            | Sinovac                                | 500 000                              | 16 de mayo de 2021                 | (637)                              |
| 28°                                  | Tozinamerán                          | Pfizer-BioNTech (COVAX)                | 546 390                              | 17 de mayo de 2021                 | (653)                              |
| 29°                                  | Tozinamerán                          | Pfizer-BioNTech                        | 391 950                              | 19 de mayo de 2021                 | (653)                              |
| 30°                                  | CoronaVac                            | Sinovac                                | 1 000                                | 23 de mayo de 2021                 | (723)                              |
| 31°                                  | Tozinamerán                          | Pfizer-BioNTech (COVAX)                | 546 390                              | 24 de mayo de 2021                 | (723)                              |
| 32°                                  | Tozinamerán                          | Pfizer-BioNTech                        | 394 290                              | 26 de mayo de 2021                 | [ 107 ]                            |
| 33°                                  | Tozinamerán                          | Pfizer-BioNTech                        | 538 200                              | 2 de junio de 2021                 | (764)                              |
| 34°                                  | AZD1222                              | Oxford-AstraZeneca (COVAX)             | 909 600                              | 3 de junio de 2021                 | (780)                              |
| 35°                                  | Tozinamerán                          | Pfizer-BioNTech                        | 539 370                              | 3 de junio de 2021                 | (780)                              |
| 36°                                  | CoronaVac                            | Sinovac                                | 1 000                                | 6 de junio de 2021                 | (792 y 839)                        |
| 37°                                  | Tozinamerán                          | Pfizer-BioNTech                        | 538 200                              | 9 de junio de 2021                 | (791)                              |
| 38°                                  | Tozinamerán                          | Pfizer-BioNTech                        | 539 370                              | 10 de junio de 2021                | (791)                              |
| 39°                                  | AZD1222                              | Oxford-AstraZeneca                     | 204 000                              | 13 de junio de 2021                | (821)                              |
| 40°                                  | Tozinamerán                          | Pfizer-BioNTech                        | 538 200                              | 16 de junio de 2021                | [ 115 ]                            |
| 41°                                  | Tozinamerán                          | Pfizer-BioNTech                        | 539 370                              | 17 de junio de 2021                | (814)                              |
| 42°                                  | AZD1222                              | Oxford-AstraZeneca                     | 126 900                              | 19 de junio de 2021                | (821 y 823)                        |
| 43°                                  | Tozinamerán                          | Pfizer-BioNTech                        | 539 370                              | 23 de junio de 2021                | (861 y 865)                        |
| 44°                                  | Ad26.COV2.S                          | Janssen                                | 480 000                              | 23 de junio de 2021                | (862)                              |
| 45°                                  | Tozinamerán                          | Pfizer-BioNTech                        | 539 370                              | 24 de junio de 2021                | (865)                              |
| 46°                                  | CoronaVac                            | Sinovac                                | 1 900 000 (400 000 Privados)         | 26 de junio de 2021                | (888)                              |
| 47°                                  | CoronaVac                            | Sinovac (Privados)                     | 1 100 000                            | 27 de junio de 2021                | (888)                              |
| 48°                                  | Tozinamerán                          | Pfizer-BioNTech                        | 540                                  | 29 de junio de 2021                | (935)                              |
| 49°                                  | Tozinamerán                          | Pfizer-BioNTech                        | 539 370                              | 30 de junio de 2021                | (954)                              |
| 50°                                  | Ad26.COV2.S                          | Janssen (Donación )                    | 2 500 000                            | 1 de julio de 2021                 | (970)                              |
| 51°                                  | Tozinamerán                          | Pfizer-BioNTech                        | 104 130                              | 7 de julio de 2021                 | (991)                              |
| 52°                                  | CoronaVac                            | Sinovac                                | 1 000                                | 10 de julio de 2021                | (1018, 1035 y 1121)                |
| 53°                                  | AZD1222                              | Oxford-AstraZeneca                     | 408 000                              | 11 de julio de 2021                | (1013)                             |
| 54°                                  | CoronaVac                            | Sinovac                                | 1 000                                | 11 de julio de 2021                | (1018, 1035 y 1121)                |
| 55°                                  | Tozinamerán                          | Pfizer-BioNTech                        | 132 210                              | 15 de julio de 2021                | (1023)                             |
| 56°                                  | AZD1222                              | Oxford-AstraZeneca                     | 326 400                              | 17 de julio de 2021                | (1037)                             |
| 57°                                  | AZD1222                              | Oxford-AstraZeneca                     | 139 800                              | 18 de julio de 2021                | (1037)                             |
| 58°                                  | CoronaVac                            | Sinovac (Privados)                     | 600 000                              | 18 de julio de 2021                | [ 134 ]                            |
| 59°                                  | Tozinamerán                          | Pfizer-BioNTech                        | 308 880                              | 21 de julio de 2021                | (1055)                             |
| 60°                                  | Elasomerán                           | Moderna (Donación )                    | 3 500 000                            | 25 de julio de 2021                | (1109, 1182, 1203 y 1244)          |
| 61°                                  | Tozinamerán                          | Pfizer-BioNTech                        | 443 430                              | 28 de julio de 2021                | (1120)                             |
| 62°                                  | Tozinamerán                          | Pfizer-BioNTech                        | 524 160                              | 4 de agosto de 2021                | (1188 y 1205)                      |
| 63°                                  | AZD1222                              | Oxford-AstraZeneca                     | 204 000                              | 8 de agosto de 2021                | (1204)                             |
| 64°                                  | Tozinamerán                          | Pfizer-BioNTech                        | 394 290                              | 11 de agosto de 2021               | (1205)                             |
| 65°                                  | AZD1222                              | Oxford-AstraZeneca                     | 591 100                              | 11 de agosto de 2021               | (1224)                             |
| 66°                                  | Elasomerán                           | Moderna                                | 150 000                              | 15 de agosto de 2021               | (1244)                             |
| 67°                                  | Tozinamerán                          | Pfizer-BioNTech                        | 372 060                              | 18 de agosto de 2021               | (1245)                             |
| 68°                                  | AZD1222                              | Oxford-AstraZeneca                     | 163 200                              | 19 de agosto de 2021               | (1323)                             |
| 69°                                  | Tozinamerán                          | Pfizer-BioNTech                        | 381 420                              | 25 de agosto de 2021               | (1313)                             |
| 70°                                  | Tozinamerán                          | Pfizer-BioNTech                        | 620 100                              | 31 de agosto de 2021               | (1349)                             |
| 71°                                  | AZD1222                              | Oxford-AstraZeneca                     | 408 000                              | 2 de septiembre de 2021            | (1369)                             |
| 72°                                  | Tozinamerán                          | Pfizer-BioNTech                        | 339 300                              | 8 de septiembre de 2021            | (1387)                             |
| 73°                                  | AZD1222                              | Oxford-AstraZeneca                     | 752 400                              | 8 de septiembre de 2021            | (1386)                             |
| 74°                                  | CoronaVac                            | Sinovac (COVAX)                        | 2 097 600                            | 13 de septiembre de 2021           | (1421)                             |
| 75°                                  | AZD1222                              | Oxford-AstraZeneca (COVAX) (Donación ) | 957 600                              | 13 de septiembre de 2021           | [ 151 ]                            |
| 76°                                  | Tozinamerán                          | Pfizer-BioNTech                        | 339 300                              | 15 de septiembre de 2021           | (1425)                             |
| 77°                                  | Elasomerán                           | Moderna                                | 689 220                              | 19 de septiembre de 2021           | [ 153 ]                            |
| 78°                                  | Tozinamerán                          | Pfizer-BioNTech                        | 339 300                              | 22 de septiembre de 2021           | (1462)                             |
| 79°                                  | AZD1222                              | Oxford-AstraZeneca                     | 486 600                              | 23 de septiembre de 2021           | [ 154 ]                            |
| 80°                                  | Ad26.COV2.S                          | Janssen                                | 1 249 200                            | 24 de septiembre de 2021           | (1465 y 1540)                      |
| 81°                                  | Ad26.COV2.S                          | Janssen                                | 1 585 500                            | 25 de septiembre de 2021           | (1465 y 1540)                      |
| 82°                                  | Tozinamerán                          | Pfizer-BioNTech                        | 338 130                              | 29 de septiembre de 2021           | (1528)                             |
| 83°                                  | Elasomerán                           | Moderna                                | 1 416 240                            | 1 de octubre de 2021               | [ 157 ]                            |
| 84°                                  | AZD1222                              | Oxford-AstraZeneca                     | 1 855 760                            | 1 de octubre de 2021               | (1538)                             |
| 85°                                  | AZD1222                              | Oxford-AstraZeneca                     | 326 400                              | 5 de octubre de 2021               | (1561)                             |
| 86°                                  | Tozinamerán                          | Pfizer-BioNTech                        | 126 360                              | 6 de octubre de 2021               | [ 160 ]                            |
| 87°                                  | Elasomerán                           | Moderna                                | 805 700                              | 9 de octubre de 2021               | [ 161 ]                            |
| 88°                                  | Tozinamerán                          | Pfizer-BioNTech                        | 126 360                              | 13 de octubre de 2021              | [ 162 ]                            |
| 89°                                  | Tozinamerán                          | Pfizer-BioNTech (COVAX)                | 1 007 370                            | 15 de octubre de 2021              | [ 163 ]                            |
| 90°                                  | AZD1222                              | Oxford-AstraZeneca                     | 2 027 400                            | 17 de octubre de 2021              | [ 164 ]                            |
| 91°                                  | CoronaVac                            | Sinovac (COVAX)                        | 2 260 800                            | 18 de octubre de 2021              | [ 165 ]                            |
| 92°                                  | AZD1222                              | Oxford-AstraZeneca (Donación )         | 100 000                              | 19 de octubre de 2021              | [ 166 ]                            |
| 93°                                  | Elasomerán                           | Moderna                                | 840 000                              | 20 de octubre de 2021              | [ 167 ]                            |
| 94°                                  | Tozinamerán                          | Pfizer-BioNTech                        | 126 360                              | 20 de octubre de 2021              | [ 168 ]                            |
| 95°                                  | CoronaVac                            | Sinovac (COVAX)                        | 2 260 800                            | 25 de octubre de 2021              | [ 169 ]                            |
| 96°                                  | Elasomerán                           | Moderna                                | 1 499 600                            | 25 de octubre de 2021              | [ 170 ]                            |
| 97°                                  | Tozinamerán                          | Pfizer-BioNTech                        | 127 530                              | 27 de octubre de 2021              | [ 171 ]                            |
| 98°                                  | Elasomerán                           | Moderna                                | 1 479 240                            | 30 de octubre de 2021              | [ 172 ]                            |
| 99°                                  | Elasomerán                           | Moderna                                | 1 400 400                            | 31 de octubre de 2021              | [ 173 ] [ 174 ]                    |
| 100°                                 | Tozinamerán                          | Pfizer-BioNTech                        | 92 430                               | 3 de noviembre de 2021             | [ 175 ]                            |
| 101°                                 | AZD1222                              | Oxford-AstraZeneca                     | 943 400                              | 6 de noviembre de 2021             | [ 176 ]                            |
| 102°                                 | AZD1222                              | Oxford-AstraZeneca                     | 1 034 200                            | 7 de noviembre de 2021             | [ 177 ]                            |
| 103°                                 | Tozinamerán                          | Pfizer-BioNTech                        | 200 070                              | 1 de diciembre de 2021             | [ 178 ]                            |
| 104°                                 | Elasomerán                           | Moderna                                | 1 723 540                            | 5 de diciembre de 2021             | [ 179 ]                            |
| 105°                                 | Ad26.COV2.S                          | Janssen                                | 501 600                              | 7 de diciembre de 2021             | [ 180 ]                            |
| 106°                                 | Tozinamerán                          | Pfizer-BioNTech                        | 200 070                              | 8 de diciembre de 2021             | [ 181 ]                            |
| 107°                                 | Ad26.COV2.S                          | Janssen                                | 1 436 350                            | 11 de diciembre de 2021            | [ 182 ]                            |
| 108°                                 | Ad26.COV2.S                          | Janssen                                | 1 452 450                            | 12 de diciembre de 2021            | [ 183 ]                            |
| 109°                                 | Ad26.COV2.S                          | Janssen                                | 1 406 300                            | 14 de diciembre de 2021            | [ 184 ]                            |
| 110°                                 | Tozinamerán                          | Pfizer-BioNTech                        | 200 070                              | 15 de diciembre de 2021            | [ 185 ]                            |
| 111°                                 | AZD1222                              | Oxford-AstraZeneca (Donación )         | 816 000                              | 18 de diciembre de 2021            | [ 186 ]                            |
| 112°                                 | Ad26.COV2.S                          | Janssen                                | 890 200                              | 21 de diciembre de 2021            | [ 187 ]                            |
| 113°                                 | Tozinamerán                          | Pfizer-BioNTech                        | 200 070                              | 22 de diciembre de 2021            | [ 188 ]                            |
| 114°                                 | CoronaVac                            | Sinovac (COVAX)                        | 2 100 000                            | 24 de diciembre de 2021            | [ 189 ]                            |
| 115°                                 | CoronaVac                            | Sinovac (COVAX)                        | 2 100 000                            | 27 de diciembre de 2021            | [ 190 ]                            |
| 116°                                 | CoronaVac                            | Sinovac (COVAX)                        | 2 100 000                            | 29 de diciembre de 2021            | [ 191 ]                            |
| 117°                                 | Tozinamerán                          | Pfizer-BioNTech                        | 200 070                              | 29 de diciembre de 2021            | [ 192 ]                            |
| -                                    | Elasomerán*                          | Moderna (recambio)                     | 43 540                               | 30 de diciembre de 2021            | [ 193 ] [ 194 ]                    |
| 118°                                 | Tozinamerán                          | Pfizer-BioNTech (COVAX)                | 150 930                              | 30 de diciembre de 2021            | [ 195 ] [ 196 ]                    |
| 119°                                 | AZD1222                              | Oxford-AstraZeneca                     | 163 200                              | 21 de enero de 2022                | [ 197 ] [ 198 ]                    |
| 120°                                 | Tozinamerán                          | Pfizer-BioNTech (Donación )            | 772 200                              | 30 de enero de 2022                | [ 199 ]                            |
| 121°                                 | Tozinamerán                          | Pfizer-BioNTech (COVAX) (Donación )    | 1 166 490                            | 4 de febrero de 2022               | [ 200 ]                            |
| 122°                                 | Tozinamerán                          | Pfizer-BioNTech (COVAX) (Donación )    | 644 670                              | 5 de febrero de 2022               | [ 201 ]                            |
| 123°                                 | Tozinamerán                          | Pfizer-BioNTech (COVAX) (Donación )    | 826 020                              | 6 de febrero de 2022               | [ 202 ]                            |
| 124°                                 | Tozinamerán                          | Pfizer-BioNTech (COVAX) (Donación )    | 519 480                              | 6 de febrero de 2022               | [ 203 ]                            |
| 125°                                 | Tozinamerán                          | Pfizer-BioNTech (COVAX) (Donación )    | 335 790                              | 7 de febrero de 2022               | [ 204 ]                            |
| 126°                                 | Tozinamerán                          | Pfizer-BioNTech (COVAX) (Donación )    | 532 350                              | 9 de febrero de 2022               | [ 205 ]                            |
| 127°                                 | Elasomerán                           | Moderna                                | 1 177 800                            | 16 de febrero de 2022              | [ 206 ]                            |
| 128°                                 | Tozinamerán                          | Pfizer-BioNTech (Donación )            | 1 170 000                            | 14 de marzo de 2022                | [ 207 ]                            |
| 129°                                 | Tozinamerán                          | Pfizer-BioNTech (Donación )            | 1 162 980                            | 16 de marzo de 2022                | [ 208 ]                            |
| 130°                                 | Tozinamerán                          | Pfizer-BioNTech (Donación )            | 1 162 980                            | 22 de marzo de 2022                | [ 209 ] [ 210 ]                    |
| 131°                                 | Elasomerán                           | Moderna                                | 1 603 600                            | 30 de marzo de 2022                | [ 211 ]                            |
| 132°                                 | Elasomerán                           | Moderna (COVAX)                        | 730 300                              | 12 de mayo de 2022                 | [ 212 ]                            |
| 133°                                 | Elasomerán                           | Moderna                                | 1 520 000                            | 21 de mayo de 2022                 | [ 213 ]                            |
| 134°                                 | Ad26.COV2.S                          | Janssen (Donación )                    | 1 008 000                            | 4 de junio de 2022                 | [ 214 ]                            |
| 135°                                 | Ad26.COV2.S                          | Janssen (Donación )                    | 1 008 000                            | 3 de julio de 2022                 | [ 215 ]                            |
| 136°                                 | Elasomerán                           | Moderna                                | 1 983 700                            | 21 de julio de 2022                | [ 216 ]                            |
| Total Dosis                          | Total Dosis                          | Total Dosis                            | 101 818 864                          |                                    | [ 217 ] [ 218 ] [ 219 ]            |
| Vacuna y Farmacéutica                | Vacuna y Farmacéutica                | Vacuna y Farmacéutica                  | Vacuna y Farmacéutica                | Total dosis por Vacuna             | Total dosis por Vacuna             |
| CoronaVac                            | CoronaVac                            | Sinovac Biotech                        | Sinovac Biotech                      | 27 019 204                         | 27 019 204                         |
| Tozinameran                          | Tozinameran                          | Pfizer-BioNTech                        | Pfizer-BioNTech                      | 26 661 960                         | 26 661 960                         |
| AZD1222                              | AZD1222                              | Oxford-AstraZeneca                     | Oxford-AstraZeneca                   | 14 100 760                         | 14 100 760                         |
| Ad26.COV2.S                          | Ad26.COV2.S                          | Janssen Pharmaceutica                  | Janssen Pharmaceutica                | 13 517 600                         | 13 517 600                         |
| Elasomeran                           | Elasomeran                           | Moderna                                | Moderna                              | 20 519 340                         | 20 519 340                         |
| Total general de las dosis recibidas | Total general de las dosis recibidas | Total general de las dosis recibidas   | Total general de las dosis recibidas | 101 818 864                        |                                    |
| Ref. (Res.)                          |                                      |                                        |                                      |                                    |                                    |

*Lote de vacunas de recambio debido al vencimiento de las dosis ya recibidas de esta farmacéutica que no pudieron aplicarse a tiempo.
1. ↑  Faltan por distribuir 31 400 dosis.
2. ↑  Distribuyen 65 520 dosis más de las reportadas como recibidas.
3. 1 2  Faltan por distribuir 1 500 000 dosis entre las entregas del 26 y 27 de junio.
4. 1 2  Faltan por distribuir 60 dosis entre las entregas del 10 y 11 de julio.
5. ↑  Se reasignan 16 380 dosis que le correspondían al departamento del Cauca.
6. 1 2  Se reasignan 1 310 dosis que le correspondían al Distrito de Buenaventura como segundas dosis.
7. ↑  Faltan por distribuir 24 dosis.
8. 1 2  Faltan por distribuir 617 350 dosis entre las entregas del 24 y 25 de septiembre.

### Inicio de la vacunación en Colombia a nivel continental
| Puesto | País                 | Fecha histórica del inicio de vacunación | Primera persona histórica en ser vacunada | Profesión       | Edad     | Artículo principal                 | Refs.   |
| ------ | -------------------- | ---------------------------------------- | ----------------------------------------- | --------------- | -------- | ---------------------------------- | ------- |
| 1°     | México               | 24 de diciembre de 2020                  | María Irene Ramírez                       | Enfermera       | 59 años  | Vacunación en México               | [ 220 ] |
| 2°     | Chile                | 24 de diciembre de 2020                  | Zulema Riquelme                           | Enfermera       | 46 años  | Vacunación en Chile                | [ 221 ] |
| 3°     | Costa Rica           | 24 de diciembre de 2020                  | María Elizabeth Castillo                  | Paciente        | 91 años  | Vacunación en Costa Rica           | [ 222 ] |
| 4°     | Argentina            | 29 de diciembre de 2020                  | Allí Flavia Loiacono                      | Médica          | TBA      | Vacunación en Argentina            | [ 223 ] |
| 5°     | Brasil               | 17 de enero de 2021                      | Mônica Calazans                           | Enfermera       | 54 años  | Vacunación en Brasil               | [ 224 ] |
| 6°     | Panamá               | 20 de enero de 2021                      | Violeta Edith Gaona de Cocherán           | Enfermera       | 59 años  | Vacunación en Panamá               | [ 225 ] |
| 7°     | Ecuador              | 21 de enero de 2021                      | Jeanneth Morales                          | Médica          | 45 años  | Vacunación en Ecuador              | [ 226 ] |
| 8°     | Bolivia              | 29 de enero de 2021                      | Sandra Ríos Villarte                      | Enfermera       | 40 años  | Vacunación en Bolivia              | [ 227 ] |
| 9°     | Perú                 | 9 de febrero de 2021                     | Josef Vallejos Acevedo                    | Médico          | TBA      | Vacunación en Perú                 | [ 228 ] |
| 10°    | República Dominicana | 16 de febrero de 2021                    | Ramón Familia Alcantara                   | Médico          | 57 años  | Vacunación en República Dominicana | [ 229 ] |
| 11°    | Colombia             | 17 de febrero de 2021                    | Verónica Luz Machado Torres               | Enfermera       | 46 años  | Vacunación en Colombia             | [ 230 ] |
| 12°    | El Salvador          | 17 de febrero de 2021                    | Mirna Esmeralda Moreno de Murgas          | Enfermera       | 53 años  | Vacunación en El Salvador          | [ 231 ] |
| 13°    | Venezuela            | 18 de febrero de 2021                    | Glendy Amelia Rivero                      | Médica          | TBA      | Vacunación en Venezuela            | [ 232 ] |
| 14°    | Paraguay             | 22 de febrero de 2021                    | Miriam Arrúa                              | Enfermera       | 40 años  | Vacunación en Paraguay             | [ 233 ] |
| 15°    | Honduras             | 25 de febrero de 2021                    | Yelena Soraya Ortega Vásquez              | Enfermera       | 40 años  | Vacunación en Honduras             | [ 234 ] |
| 16°    | Guatemala            | 25 de febrero de 2021                    | Magdalena Guevara González                | Enfermera       | 46 años  | Vacunación en Guatemala            | [ 235 ] |
| 17°    | Uruguay              | 27 de febrero de 2021                    | Cecilia Moreno y Erika Correa             | Adtva. y Enfra. | 22 y TBA | Vacunación en Uruguay              | [ 236 ] |
| 18°    | Nicaragua            | 2 de marzo de 2021                       | Marco Antonio Aráuz                       | Paciente        | 62 años  | Vacunación en Nicaragua            | [ 237 ] |

## Estadísticas

### Vacunados por entidad territorial
| Departamento y/o ciudad  | Total dosis entregadas | Total dosis asignadas | Total dosis administradas de Vacunas |
| ------------------------ | ---------------------- | --------------------- | ------------------------------------ |
| Amazonas                 | 78,546                 | 78,546                | 73,219                               |
| Antioquia                | 6,159,923              | 6,159,923             | 5,662,603                            |
| Arauca                   | 1195,46                | 197,807               | 178,641                              |
| Atlántico                | 2,162,226              | 2,182,116             | 2,042,550                            |
| Bogotá, D. C.            | 7,831,376              | 7,831,376             | 7,148,986                            |
| Bolívar                  | 1,676,919              | 1,676,919             | 1,575,554                            |
| Boyacá                   | 1,183,913              | 1,183,913             | 1,139,145                            |
| Caldas                   | 958,429                | 958,429               | 876,139                              |
| Caquetá                  | 257,308                | 260,818               | 238,278                              |
| Casanare                 | 330,532                | 330,532               | 301,438                              |
| Cauca                    | 834,943                | 834,943               | 684,887                              |
| Cesar                    | 743,413                | 743,413               | 711,312                              |
| Chocó                    | 243,058                | 246,338               | 207,237                              |
| Córdoba                  | 1,152,374              | 1,152,374             | 1,061,653                            |
| Cundinamarca             | 2,470,277              | 2,470,277             | 2,364,875                            |
| Guainía                  | 30,164                 | 30,164                | 25,697                               |
| Guaviare                 | 54,058                 | 54,778                | 50,276                               |
| Huila                    | 852,540                | 852,540               | 772,977                              |
| La Guajira               | 569,400                | 569,400               | 527,151                              |
| Magdalena                | 888,417                | 888,417               | 799,888                              |
| Meta                     | 710,118                | 710,118               | 661,587                              |
| Nariño                   | 1,229,663              | 1,229,663             | 1,116,688                            |
| Norte de Santander       | 1,180,971              | 1,180,971             | 1,068,868                            |
| Putumayo                 | 199,329                | 200,499               | 166,730                              |
| Quindío                  | 567,829                | 567,829               | 524,923                              |
| Risaralda                | 904,629                | 904,633               | 865,277                              |
| San Andrés y Providencia | 94,409                 | 94,409                | 82,326                               |
| Santander                | 2,088,353              | 2,088,353             | 1,897,047                            |
| Sucre                    | 667,016                | 667,016               | 613,574                              |
| Tolima                   | 1,223,004              | 1,223,004             | 1,112,145                            |
| Valle del Cauca          | 3,780,711              | 3,784,921             | 3,435,071                            |
| Vaupés                   | 21,919                 | 21,919                | 19,008                               |
| Vichada                  | 34,750                 | 35,630                | 31,264                               |
| Colombia                 | 43,475,984             | 41,411,988            | Parcial: 16,423,702                  |
| Colombia                 | 43,475,984             | 41,411,988            | Total: 39,270,198                    |

Notas
1. ↑  Incluida la cifra de Barranquilla
2. ↑  Incluida la cifra de Cartagena
3. ↑  Incluida la cifra de Santa Marta
4. ↑  Incluida la cifra de Buenaventura

### Total de vacunados por fecha
Notas:

- Nota 1.↑ El día 10 de marzo se registró la primera persona vacunada, que ha sido administrada por segunda dosis.[240][241]
- Nota 5.↑ El día 26 de junio se aplicaron 4966 monodosis.